# Kosmos (satelit)
Kosmos je bila serija sovjetskih i poslije ruskih umjetnih satelita raznih oznaka, namjene i programa. Prvi je lansiran 16. ožujka 1962. godine. Do danas je u toj seriji lansirano više od 2500 satelita. Pri nekim lansiranjima lansirano je više satelita odjednom. Obavili su vojne, tehnološke, znanstvene, medicinske i druge zadaće, pokuse i ispitivanja. Lansirani su s kozmodroma Bajkonura u Kazahstanu i Pljesecka u Rusiji. Do kraja 1980-ih također su lansirani s kozmodroma Kapustina Jara. Planira ih se lansirati i iz Amurske oblasti.
Drugdje je ime Kosmos pridano uređajima koji su u drugim slučajevima po vlastitim programima imali vlastita imena, primjerice, pri ispitivanju i poleta u bespilotnoj inačici broda Sojuz raznih inačica, mjesečev obletni brod L1/Zond, prototipa mjesečeva orbitalna broda LOK, mjesečeva posadnog ekspedicijskog kompleksa L3, prijevoznog broda-modula TKS (Svemirski brod opskrbe), umanjenog prototipa orbitalnog zrakoplova-kozmoplana višerazinskog sustava Spiralj, jednoj neuspješnoj orbitalnoj postaji serije DOS (Saljut), a također i međuplanetnih postaja, kod kojih je otkazao pogonski blok zbog čega su ostali u niskoj orbiti. 

## Vanjske poveznice
- (rus.) "Космос" навсегда. К 40-летию запуска первого спутника серии "Космос" - Прыгичев Т.В.
- (rus.) Историческая серия «ТМ». СПУТНИКИ СЕРИИ «КОСМОС», МАРИНА МАРЧЕНКО
- (rus.) 5 лет  Arhivirana inačica izvorne stranice od 23. lipnja 2006. (Wayback Machine)
- (rus.) КА Космос на значках  Arhivirana inačica izvorne stranice od 29. rujna 2018. (Wayback Machine)
- (eng.) NASA Space Science Data Coordinated Archive  Arhivirana inačica izvorne stranice od 16. listopada 2015. (Wayback Machine)
- (eng.) The Space Review Dwayne A. Day: Cosmos unmasked: studying Soviet and Russian space history in the 21st century